# 伊豆の国市立韮山小学校
伊豆の国市立韮山小学校（いずのくにしりつ にらやましょうがっこう）は、静岡県伊豆の国市四日町にある公立小学校。

## 沿革
- 1873年（明治6年）
  - 5月25日 - 学制頒布に伴い、山木、金谷、土手和田、多田、長崎、畑毛に「金谷学舎」（校舎・本立寺）を設置。
  - 6月 - 四日町、寺家、中条に蛭ヶ島舎、原木に荒木舎、奈古谷に「名越舎」を設置。
- 1875年（明治8年）3月 - 「金谷学舎」を韮山大手に新築移転し、「龍城学校」とする。
- 1878年（明治11年）6月 - 畑毛に「真仙舎」を設置。
- 1891年（明治24年）4月 - 「三島高等小学校第一分校」を寺家・光照寺に設置。開校式後は「堀越高等小学校」と称する。
- 1892年（明治25年）2月 - 学制変更により、「龍城尋常小学校」「共和尋常小学校」「原木北条尋常小学校」（のちに「四区小学校」）、「奈古谷尋常小学校」（名越舎）4校に編成。
- 1898年（明治31年）
  - 4月 - 「堀越高等小学校」を、四日町字道下（現・韮山小学校運動場）に新築移転。
  - 10月25日 - 「龍城尋常小学校」を、韮山村山木上土に新築移転。
- 1905年（明治38年）4月 - 龍城、共和、四区、奈古谷の尋常小学校四校と堀越高等小学校を併合し、「韮山尋常小学校」とする。
- 1941年（昭和16年）4月1日 - 国民学校令施行に伴い、「静岡県田方郡韮山村国民学校」と改称。
- 1947年（昭和22年）4月 - 学校教育法施行により、「静岡県田方郡韮山村立韮山小学校」と改称。
- 1951年（昭和26年）秋 - 校歌制定。
- 1962年（昭和37年）4月1日 - 町制施行により、「静岡県田方郡韮山町立韮山小学校」と改称。
- 1964年（昭和39年）1月3日 - 0時30分ごろに出火した火災により、本校中校舎1棟と倉庫を焼失、小使室が半焼する[注 1]。
- 1973年（昭和48年）４月 - 静岡県立東部養護学校との交流を開始する。
- 1983年（昭和58年）3月31日 - 共和・高原の各分校を分離（※現在の「伊豆の国市立韮山南小学校」）。
- 1987年（昭和62年）11月29日 - FBC花壇コンクール[注 2]で農林水産大臣賞を受賞する。
- 1994年（平成6年）11月 - 学校安全の普及と向上に尽力し、多大な成果を上げたことが評価され、文部大臣表彰を受賞する。
- 1997年（平成9年）4月1日 - 文部省より、小学校教育課程研究指定校を受ける（※翌年度も継続）。
- 1998年（平成10年）3月31日 - 奈古谷分校が廃校となる。
- 1999年（平成11年）4月1日 - 学童保育を設置する。
- 2002年（平成14年）9月18日 - 校内に「やすらぎ森 フレンドパーク」が開園する。
- 2003年（平成15年）4月1日 - 文部科学省より、学力向上フロンティア事業研究の指定を受ける（※翌年度も継続）。
- 2005年（平成17年）4月1日 - 韮山町・大仁町・伊豆長岡町の合併により、「静岡県伊豆の国市立韮山小学校」と改称。
- 2017年（平成29年）11月 - 学校保健で文部科学省大臣表彰を受賞する。
- 2018年（平成30年）4月 - 通級による指導教室（発達障害を対象）開設する。
- 2020年（令和2年）4月1日 - 特別支援学級（自閉症および情緒障害を対象）を開設。併せて、放課後児童教室第3学童教室の運営を開始。
- 2021年（令和3年）10月 - GIGAスクール構想の実現に向けた整備（インターネット増強など）が行われる。

（沿革に関する出典（※注記が無いものに限る）：）

## 基礎データ

### 象徴
- 校歌 - 作詞：野田しげみ、作曲：森義八郎[2]

### スローガン
- 学校教育目標 - 高め合い 心豊かに 想像する子[2]